# Prager Eltern-Kind-Programm
Das Prager Eltern-Kind-Programm (PEKiP) ist ein Konzept für die Gruppenarbeit mit Eltern und ihren Kindern im ersten Lebensjahr, das im Rahmen einer Krabbelgruppe den Prozess des Zueinanderfindens unterstützen soll und auf eine Frühförderung der Babys sowie einen Erfahrungsaustausch der Eltern abzielt.

## Geschichte
Basierend auf seinen Forschungen zur Begleitung von Säuglingen in der häuslichen und außerhäuslichen Betreuung entwickelte der Prager Psychologe Jaroslav Koch in den 1970er Jahren Bewegungs- und Spielanregungen für das Baby. Darauf aufbauend konzipierten die Psychologin Christa Ruppelt und der Sozialwissenschaftler Hans Ruppelt das sozialpädagogische Gruppenprogramm für junge Eltern. Seit 1978 bot der Deutsche Berufsverband für Soziale Arbeit die Fortbildung für pädagogische Fachkräfte nach dem PEKiP-Konzept an. Im Jahre 1988 gründete sich der Verein PEKiP e. V., der seitdem PEKiP-Fortbildungen durchführt und eine Bild-/Wortmarke angemeldet hat, die von vielen Anbietern verwendet wird.

## Bezüge
Das PEKiP-Konzept ist mit den gruppenpädagogischen Leitlinien der themenzentrierten Interaktion verbunden und mit dem der  Bindungstheorie entlehnten Konzept der elterlichen Feinfühligkeit. Die soziale Gruppenarbeit mit den jeder sozialen Gruppe innewohnenden dynamischen Prozessen dient als Basis.

## Methode
Im Mittelpunkt stehen in der Gruppenarbeit die PEKiP Spiel-, Bewegungs- und Sinnesanregungen für Eltern und Kinder. Generationsübergreifend sind Eltern und Kinder gemeinsam spielend tätig. Eine sozialpädagogische Fachkraft leitet den Kurs und begleitet den Austausch und das Lernen der Teilnehmer untereinander. In der Gesprächsführung spricht sie Befindlichkeiten, Absichten und Erlebnisse der Teilnehmenden an. Sie informiert die Eltern über die frühkindliche Entwicklung ihres Kindes und ist Modell für Eltern und Kinder im Miteinander-Spielen.
Die Kursleitung achtet darauf, durch behutsame Gesprächsführung zu erreichen, dass Eltern auf Unterschiede zwischen gleichaltrigen Babys nicht mit Wertung, Besorgtheit oder Konkurrenz reagieren, sondern die Vielfalt der Entwicklungen als Besonderheiten der Kinder schätzen lernen. Zugleich leistet sie einen Beitrag zur Gesundheit des Kindes, indem sie bei körperlichen oder verhaltensbezogenen Auffälligkeiten den Eltern rät, den Kinderarzt auf diese Besonderheit aufmerksam zu machen.
Typischerweise sind die Babys in PEKiP-Treffen völlig nackt. Ausnahmen aus praktischen Gründen sind möglich; so wird eine Mutter, die ihr Baby stillen will, ihm zuvor meist eine Windel anlegen. Damit die Babys nicht auskühlen, wird der Raum warm aufgeheizt.

## Berufliche Fortbildung
Der PEKiP-Verein bietet sozialpädagogischen Fachkräften an, eine PEKiP-Gruppe entsprechend seiner Methode, Standards und der Umgebung zu leiten. Dazu erarbeiten sich die Teilnehmer Theorie, Praxis, Methodik und Didaktik und werden dabei in der Zeit ihrer ersten Gruppenleitung durch PEKiP-Ausbilder supervidiert.

## Kritik
Kritiker reihen PEKiP in den Bereich des sogenannten Frühförderwahns ein, um den sich ausgehend von den USA ein privater Bildungsmarkt etabliert hat.  Kritisch diskutiert wird, dass durch die Teilnahme an Frühförderungen wie PEKiP der soziale Wettbewerb vorverlegt würde und das Kleinkind bei Teilnahme an mehreren Förderprogrammen durch zu viele Reize überflutet würde.